# 凯斯卡斯泰勒
凯斯卡斯泰勒（法語：Keskastel，法語發音：[kɛskastɛl]；莱茵法兰克语：Kàschel）是法国下莱茵省的一个市镇，位于该省西北部，属于萨韦尔讷区。

## 地理
凯斯卡斯泰勒（48°58'17"N, 7°2'38"E）面积18.87 平方千米，位于法国大東部大區下莱茵省，该省份为法国大陆部分最东部的省份，是阿尔萨斯的一部分，今与上莱茵省组成了阿尔萨斯欧洲集体，其南至上莱茵省，西南接孚日省和默尔特-摩泽尔省，西接摩泽尔省，北与德国接壤。
与凯斯卡斯泰勒接壤的市镇（或旧市镇、城区）包括：萨拉尔布、阿尔斯基申、埃比蔡姆、厄尔明根、萨尔于尼翁、斯绍佩尔唐、沃埃莱尔丹让。

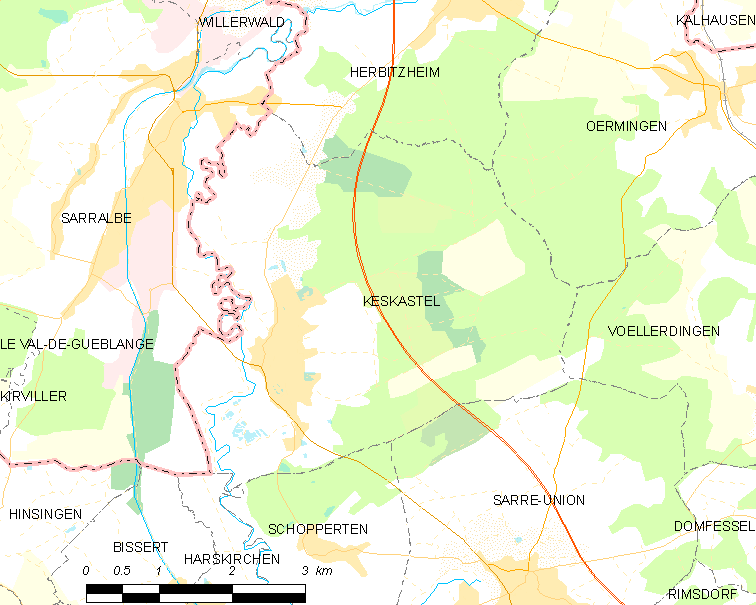
凯斯卡斯泰勒的OSM定位图

凯斯卡斯泰勒的时区为UTC+01:00、UTC+02:00（夏令时）。

## 行政
凯斯卡斯泰勒的邮政编码为67260，INSEE市镇编码为67234。

## 政治
凯斯卡斯泰勒所属的省级选区为英维莱尔县。

## 人口

1962-2008年间凯斯卡斯泰勒人口变化图示

凯斯卡斯泰勒于2022年1月1日时的人口数量为1486人。